# Leif Mortensen
Pour les articles homonymes, voir Mortensen.
Leif Mortensen, né le 5 mai 1946 à Copenhague, est un coureur cycliste danois, professionnel de 1970 à 1975.

## Palmarès

### Palmarès amateur
- 1963
  - 2e du championnat du Danemark du contre-la-montre juniors
- 1964
  - Champion des Pays nordiques du contre-la-montre par équipes juniors
- 1967
  - 2e du championnat des Pays nordiques du contre-la-montre par équipes
  - 2e du championnat des Pays nordiques sur route
  -  Médaillé d'argent au championnat du monde du contre-la-montre par équipes
- 1968
  -  Champion du Danemark du contre-la-montre par équipes
  -  Médaillé d'argent de la course en ligne aux Jeux olympiques
  - 2e du championnat des Pays nordiques du contre-la-montre par équipes
  - 3e du championnat du Danemark sur route amateurs
- 1969
  -  Champion du monde sur route amateurs
  - Grand Prix de France
  -  Médaillé d'argent au championnat du contre-la-montre par équipes
  - 3e du Grand Prix des Nations amateurs
  - 7e du Tour de l'Avenir

### Palmarès professionnel
| - 1970 - Médaillé d'argent au championnat du monde sur route - 2e du Grand Prix de Fourmies - 2e du Trophée Baracchi (avec Ole Ritter) - 3e de Gênes-Nice - 3e de la Subida a Arrate - 4e du Grand Prix des Nations - 8e de Paris-Luxembourg - 10e des Quatre Jours de Dunkerque - 10e de Paris-Tours - 1971 - 4eb étape de la Semaine catalane - Trophée Baracchi (avec Luis Ocaña) - 3e du Tour de Luxembourg - 3e du Grand Prix des Nations - 6e du Tour de France - 6e du championnat du monde sur route - 1972 - Prologue et 2e étape du Tour du Levant - 2e du Grand Prix de Fourmies - 3e du Grand Prix Diessenhofen - 6e de Paris-Nice - 6e de Liège-Bastogne-Liège - 7e du championnat du monde sur route - 9e de la Flèche wallonne | - 1973 - Grand Prix d'Aix-en-Provence - 5e étape de Paris-Nice - Tour de Belgique : - Classement général - 5eb étape (contre-la-montre) - 2e du Grand Prix de Cannes - 2e de Subida a Arrate - 3e du Trofeo Laigueglia - 3e du Grand Prix de Nice - 5e de Paris-Nice - 7e de Liège-Bastogne-Liège - 1974 - 3e de Bordeaux-Paris - 8e de Paris-Nice |  |

## Résultats dans les grands tours

### Tour de France
4 participations
- 1971 : 6e
- 1972 : 12e
- 1973 : 19e
- 1974 : abandon (15e étape)

### Tour d'Espagne
1 participation
- 1972 : 23e